# Рагнар Фріш
Рагнар Антон Кіттілх Фріш(норв. Ragnar Anton Killi Frisch; *3 березня 1895 — †31 січня 1973) — норвезький економіст, разом з голландцем Яном Тінбергеном став першими лауреатами тільки що заснованої Нобелівської премії з економіки «За створення та застосування динамічних моделей до аналізу економічних процесів». Відомий як засновник дисципліни економетрика, також у 1933 році запровадив широковживану пару термінів мікроекономіка/ макроекономіка.

## Біографія
Рагнар народився 3 березня 1895 р. в Осло в сім'ї відомих ювелірів Антона й Рагни Фредерікке (Кіттілсен) Фріш. Він одночасно навчався в знаменитій ювелірній фірмі «Давид Андерсен» (Осло) (отримавши в 1920 р. патент золотих справ майстра) й в Університеті Осло на економічному факультеті.
У 1919 році Рагнар здобув ступінь бакалавра, а через рік продовжив навчання в аспірантурі у Франції, потім у Німеччині, Великій Британії, Італії й США.
1920 р. Фріш одружився з Марі Слідаль, від якої мав дочку. Після смерті дружини 1952 р. він одружився з А. Йоханнессен.
1925 р. Р. Фріш повернувся в Університет Осло асистент-професором економіки. 1926 р. він захистив дисертацію з математичної статистики й здобув докторський ступінь. 1928 р. Р.Фріш став ад'юнкт-професором, а 1931 р. професором соціальної економіки й статистики, очоливши дослідницький відділ економічного інституту при Університеті Осло.
На початку 30-х років разом із Я.Тінбергеном вони створюють Економетричне товариство (1931) — міжнародну асоціацію економістів, що застосовують у роботі математичні методи. Р.Фріш протягом понад 20 років був головним редактором часопису «Економетрика». Паралельно з економістами шведської школи і Дж. М.Кейнсом в Англії Р.Фріш інтенсивно займався розробкою теорії економічної політики. Під час окупації Норвегії нацистами Р.Фріш перебував під арештом і як відомий супротивник нацизму, і як єврей. Після війни він був консультантом норвезького уряду, економічним радником в Індії й Єгипті.
Упродовж 50-х років Р. Фріш працював над створенням загальних моделей економічного планування. Моделі Фріша відіграли важливу роль як аналітичні інструменти у щорічних розрахунках національного доходу Норвегії. Дослідницька і викладацька діяльність Р.Фріша сприяла формуванню економічної школи в Осло. Після виходу в 1965 році на пенсію з Університету Осло Р. Фріш продовжував свої дослідження в галузі економічної теорії й практики, працюючи професором до 1971 р. 1969 р. Р.Фріш і Я.Тінберген розділили Нобелівську премію з економіки «за розвиток і застосування динамічних моделей до аналізу економічних процесів».
Помер в Осло 31 січня 1973 р.